# Умберто К'яккіо
Умберто К'яккіо (італ. Umberto Chiacchio; 8 лютого 1930, Грумо-Невано — 18 жовтня 2001, Масса-Лубренсе) — італійський фашистський активіст і неофашистський політик, Італійський соціальний рух. Депутат парламенту Італії в 1972—1976.

## Життєпис
До 1970-х років він був членом Народної монархічної партії, згодом приєднався до Італійського соціального руху і був обраний депутатом на виборах 1972 року.
Під час свого перебування на посаді він був членом фінансового комітету Казначейства.
У 1976 році закінчив свій парламентський термін.